# ジェイ・ケイ
ジェイ・ケイ（出生名: Jason Luís Cheetham、1969年12月30日 4:00am - ）はイギリスのシンガーソングライター。ジャミロクワイを率いて同バンドでの活動でグラミー賞を受賞しており、楽曲「ヴァーチャル・インサニティ」の成功が有名。20世紀最後の大物と言われた。

## 経歴

### 1969年 - 1984年 (幼少期)
イングランド北西部のブラックバーンで一卵性双生児として生まれるが、兄デイヴィッドはへその緒が首に絡まって生まれた事による脳障害によって6週間で亡くなってしまった（この兄は、彼の初期の歌詞に頻繁に登場する）。
母カレン・ケイ(芸名)はジャズシンガーである。イギリス各地の劇場で歌ったり、BBCの深夜帯で自分の番組を持って既存のヒット曲やスタンダードナンバーをショー形式で歌ったり、さらにクイズ番組の回答者をするなど、テレビタレントでもあった。
実父ルイス・サライヴァはポルトガル人のギタリストであるが、両親が一緒に暮らすことはなかったため、ケイは33歳になるまで父親と面識はなかった。
母はケイを連れて劇場で仕事をしていたため、母の楽屋で過ごしたり、舞台裏を見たり、他のプロの歌手やダンサーがステージをこなす姿も見て育った。ごくたまに母がステージにケイを上げてくれる事もあり、一番小さい頃の記憶は赤ちゃんくらいの頃の事で、母の腕に抱かれながらたくさんの観客の前に出た光景を覚えているとのこと。幼児期に母の仕事場やライブツアーに付き添ったことによりステージセンスや音楽的素養が培われた。
幼少期に母がマービン・ケイという人物と一時期結婚していたため苗字がケイとなり、その時期は母と義父と共にマンチェスターに居住していた。メディアではマービンを「父」と呼ぶ事もあり、父はスピードの速い車が好きな人物だったそう。その後はラトランドのオークハム中学に通った。他にもサフォークやデヴォンで幼少期を過ごす。13歳の頃は母と母のマネージャーをしていたジェームス・ロイヤルと共に半年間タイに居住し、その後は一時期レスターシャーの寄宿学校に在学していた。

### 1984年 - 1986年 (イーリング時代前半)
14歳頃ロンドン郊外のイーリングに引っ越し、アクトンにあるトワイフォード・チャーチ・オブ・イングランド高校に通うが、15歳で母親と喧嘩して家出してホームレスをする。生きていくために少々の軽犯罪を犯しながらホームレス生活をしていたが、ある日襲われて刺され、この時誤って逮捕されたが無実と分かり後に取り消され、退院後は母親の所に戻った。
15歳頃、住宅の上の階にドラムマシンやキーボードなどを持っているペルシャ系のアレムと言う友達ができ二人でギグにハマる。アレムはレコードや音響機器もいろいろ持っており、この頃よく一緒にデクスター・ワンセルの音楽を聴き、特にアルバム「What the world is coming to」は15歳のケイに非常に大きな音楽的影響を及ぼした。アレムとは成功後も交流があり、一緒にジャズバーに行ったり自宅音楽スタジオ(後述「不動産」参照)に遊びにきたこともある。
10代の頃は自宅付近の人通りの少ない小道で一人で歌の練習もしていた。スケートボードにもハマり、遊びでも移動手段としも毎日乗っていた。2001年の楽曲「ユー・ギヴ・ミー・サムシング」のミュージックビデオではスケートボードで360度スピンやチック・タックを披露している。
人生で初めて行った仕事はモヤシのパック詰めである。その他ピザの配達やヘロイン中毒者がいる化粧品工場で作業員をしたり、電話で意見を聞く市場調査員など様々なアルバイトをしながら生活し、そんな状況からの現実逃避のためにパブで飲む生活をしており、当時のアシッドジャズ、レア・グルーヴ・シーンの真っ只中のクラブ文化に居場所を見出す。1980年代後半のロンドンではハウスも流行り始めるが、ハウスは好きではなかった。
1986年、16歳の時そんな生活から抜け出すために歌うことで生きていこうと決め、作詞作曲をしてアレムと共にデモテープを送り始める。初めて人前でギグを披露したのはイーリングのパブ「The Haven (Haven Green 1番地にあったが現在は存在しない)」である。ナイトクラブ「Broadway Boulevard (High Street 11番地にあったが現在は存在しない)」でも披露した。

### 1986年 (幻のデビューシングル)
アレムは、同じ地区であるイーリングに事務所を構えるストリート・サウンズ社というレコード会社に知り合いがいたため売り込む事ができ、ケイが作詞作曲した楽曲「Natural Energy」が創業者のモーガン・カーンの耳に留まり発売される事になった。歌で生きていこうと決めてからわずか6週間後の事だった。レコーディングをし(スタジオはSpringbridge mews 9番地だったが現在は移転)、3枚だけホワイト・レーベル(サンプルのレコード盤)が作成され、バッファローマンのロゴを自分でラベル紙に描き(ジャミロクワイの「バンドロゴ」参照)、自分の声がレコードになっている事にとても興奮した。しかし3週間後に事務所に行ってみると社員が荷造りをしており、社長のモーガンがスウェーデンに引っ越したので事務所は閉めると言われデビュー話も立ち消えになってしまった。

### 1986年 - 1991年 (イーリング時代後半)
この頃はイーリングのクラブに毎週末通い素人ながらステージに上がってダンスをした。当時のDJが後にテレビ番組に語った所によれば、ケイがステージに上がると盛り上がっためDJたちは意図的にそのままステージに上がらせておいた。ダンスが抜群に上手く観客に魅せるセンスがあり、130bpmのビートでもノンストップで30分とか1時間とかステージで踊って盛り上げていた。DJたちはケイはダンスが上手い少年だと思っていて、歌も上手いとは知らなかった。
他のオーディションも経験しており、デモテープが音楽プロデューサーのジャック・スティーブンの耳にとまり、ロンドンの大きなオフィスに通され曲を披露した。スティーブンは(ペルシャ人の外見をした)アレムが歌う所を見たがり、しかしアレムはギグ担当でありボーカルではなくデビューには至らなかった。
イーリング時代はイーリング・ブロードウェイ駅のケバブ店「ラロアッシュ」でよくチキンケバブを食べていた。この店は駅前のバス停の所にあり、チキンケバブは手頃価格のメニューとして現在も若い世代に人気である。

### 1991年以降 (デビュー後)

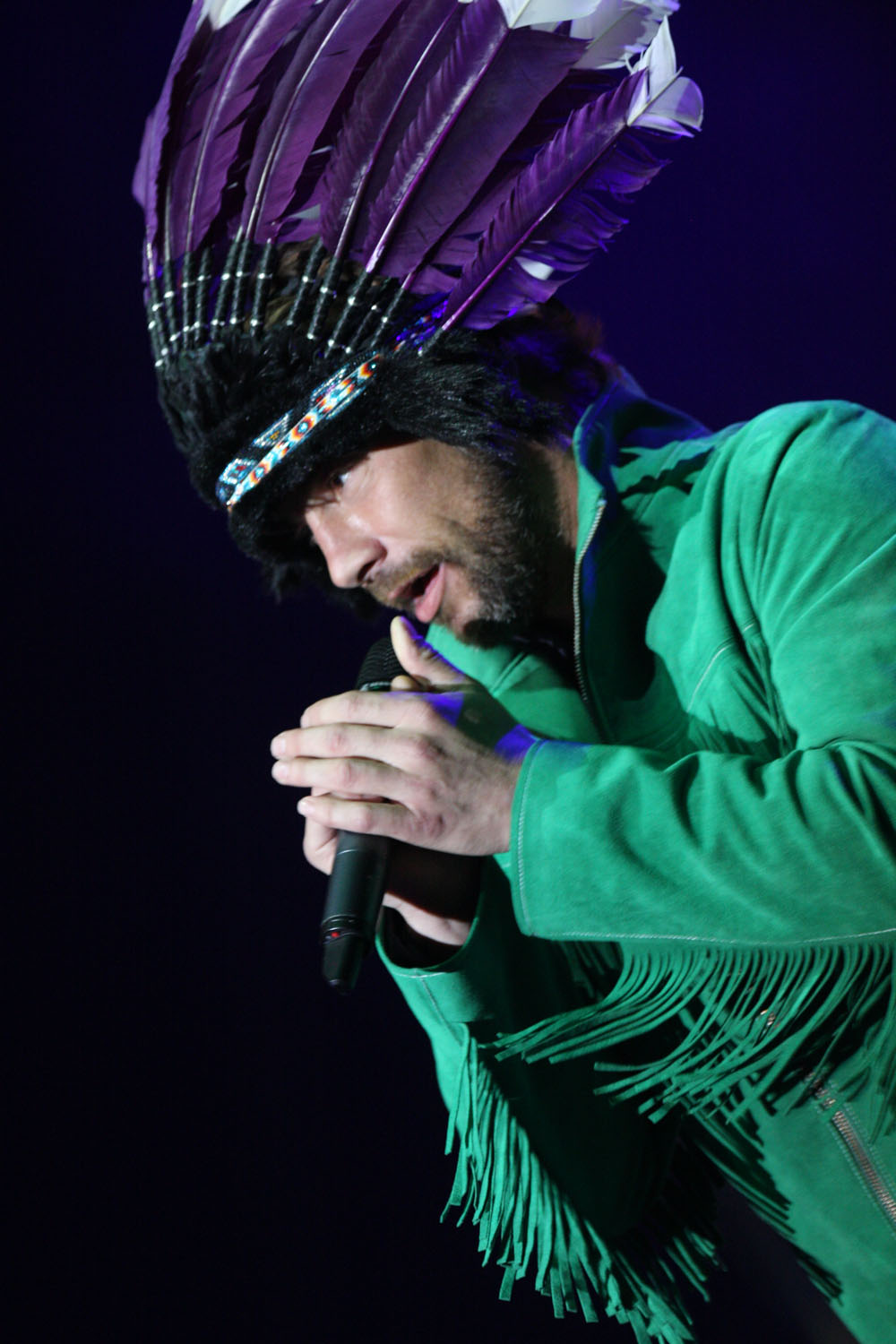
ジェイ・ケイ（2017年）

1991年、ブラン・ニュー・ヘヴィーズのマネージャーであるチュンジ・ウィリアムズ(ヤング・ディサイプルズのフェミ・ウィリアムズの弟）と出会いデモテープをアシッド・ジャズ・レコーズの創業者であり社長でもあるエディー・ピラーに気に入られ同レーベルからのデビュー、ジャミロクワイの構想へと扉を開いて行った。
2003年、レコード会社の計らいでタイにて実父と対面した。父はアル・パチーノに似ており、父と同じ髪の色、髪質、目の色であることをケイは誇りに思ったが、今後距離が縮まるかは不明とのこと。
2006年6月15日、ロシアのサンクトペテルブルクでコンサートをする。
2008年、推定資産4000万ポンドと報道された。
2022年、推定資産7000万ドルと報道された。
2023年6月26日、ケイが生まれた地の行政地区であるランカシャーにてコンサートを行った。2023年はジャミロクワイがソニーからデビューして30周年の年であることから(アシッド・ジャズ・レコーズから換算すると31年)、同市は1年前からケイと出演交渉をして実現したそう。
2023年11月、ケイのフィギュアが日本で先行発売された。他の国々では2024年1月19日に発売されると発表された。

## 人物

### 車

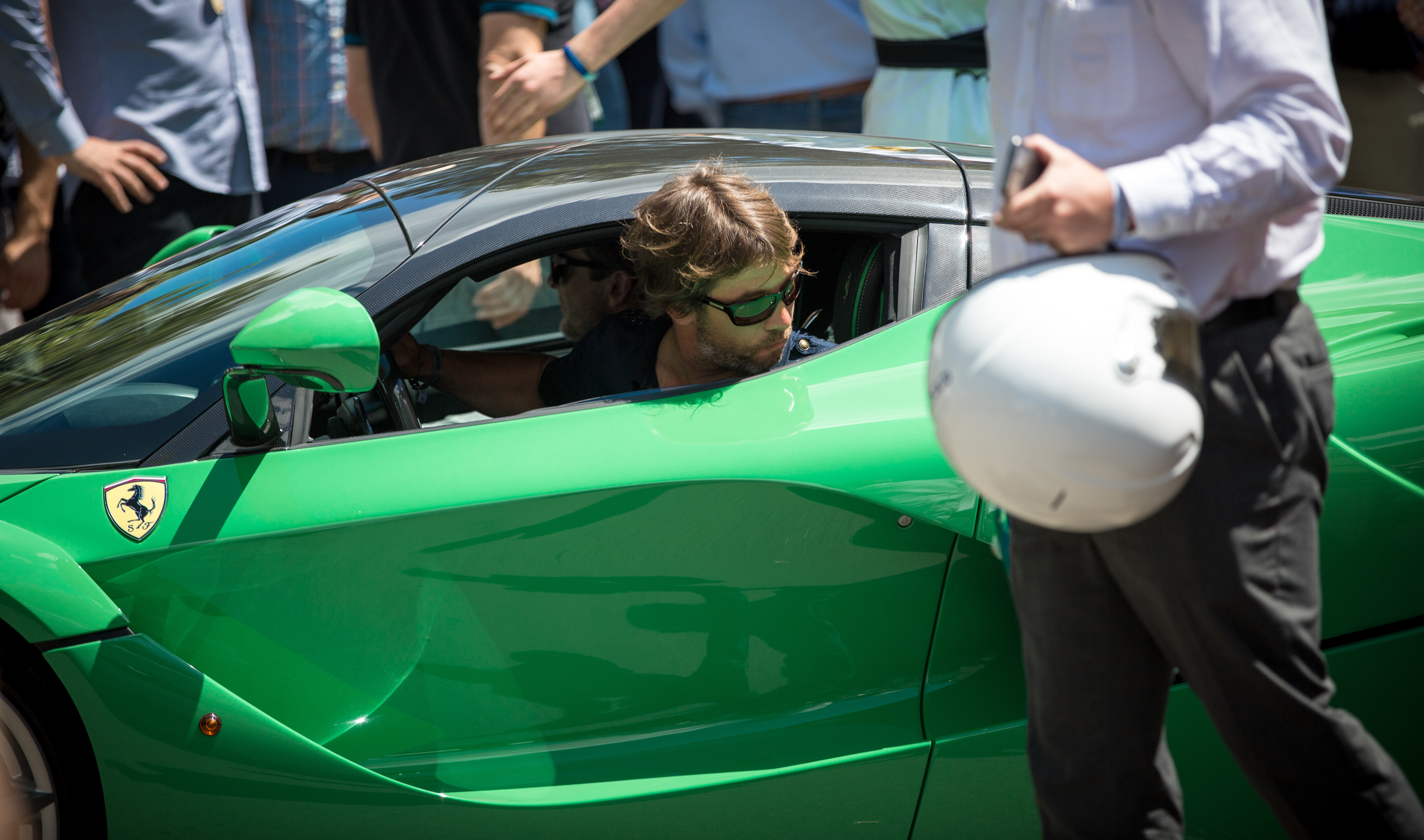
自前のフェラーリを運転するジェイ（2014年）

- 車好きになったきっかけは、幼少期の多くの時間を母親の車の後部座席で過ごしたため[25]。舞台歌手であった母親はイギリス中の劇場から劇場へと車で移動しながら仕事をしており、移動手段は母親が所有するトライアンフ・ヘラルド社製の13/60コンバーチブルで、子供だったケイも後部座席で一緒に移動しており、既に４歳か５歳の頃には走っている車を車窓から見るのが好きだった[25]。当時母親と親しかった男性が1973年製のアストンマーティンのV8を持っていて、それを見た時は圧倒された[8]。

- 1991年にアシッドジャズとの契約金が入ったため自動車教習所に通って免許を取得し、初めて購入した車は1972年製のBMWの1602で、1000ポンドだった[5][26][27]。免許取りたてで年齢も若かったため新車スポーツカーの保険適応外であったため、BMWのクラッシックスポーツカーにした[8]。毎週1500マイル乗り[25](デビュー前はこの車の助手席にバンドメンバーのトビー・スミスを乗せてカーステレオでマーヴィン・ゲイを聞きながら何マイルも走った[14])、自身で8000マイル乗った後バンドメンバーのウォリス・ブキャナンに譲った[28]。

- 公道で出した最高時速は時速190マイル(時速305キロ)[25]。フェラーリのエンツォフェラーリでイタリアのローマからフランスのカレーまで13時間で走った時に出した[8]。スピード違反による免停は30日を1回、42日を1回、3ヶ月を1回、6ヶ月を1回、1年を1回[29][30]
- 車の保有台数は1997年に30台を突破[5]、2014年に100台を突破[31]、2022年までに50台程度に減らした[32]。
- 車の管理は全て自身で行なっている。週刊や月刊の車の専門誌を今でも多く読み、本が書けるほど構造や用語に詳しく、所有車すべての製造年も型番も技術的特徴も、時にはナンバープレートまでも全て暗記している[8]。多くのイギリス人カーコレクターがそうであるように、しばしばオークションなどで売ったり買ったりしている。スピードが速いだけでなく、見た目が美しい車を収集している。
- 乗り物全般が大好きなようで、コレクションにはクラシックの名車、ホンダのミニバイク、バギーカー、ヘリコプターからセグウェイまである。

- 2003年8月31日、ロッキンガム・サーキットで行われた芸能人部門のF1レースにヨス・フェルスタッペンと共同参加して優勝した[33]。

- テレビ番組「トップ・ギア」内で番組が用意した低価格車を芸能人が運転してラップタイムを競う企画において、成績は2003年に13位[34]、2010年優勝[35]、2017年は2位だった[36]
- 2010年5月6日、イタリアでミッレミリアに1955年製のマセラティA6Gで参加して1000マイル完走した[37]。
- 2020年3月13日、マヨルカ島のラリーにBMWのE30 M3で参加した[38][39]。
- 日常車としてはアウディを使用している。
- また、特注カラーシグナルグリーンのラ・フェラーリを所有していた。

### 環境活動、動物愛護

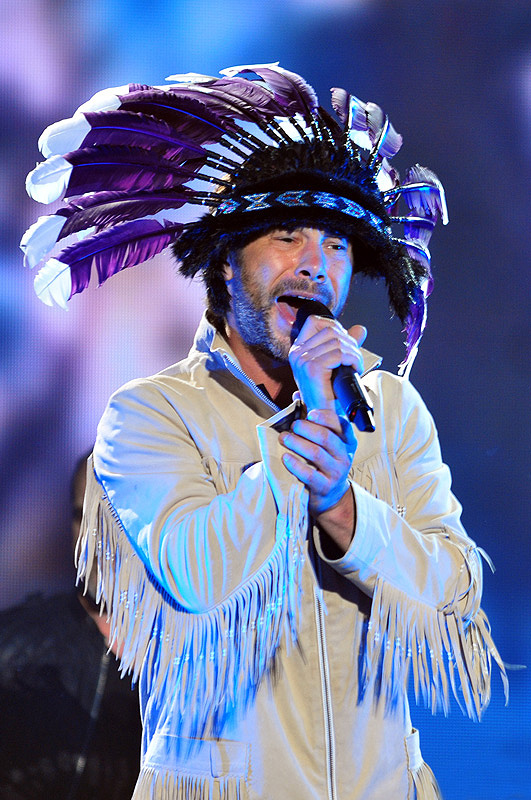
ジェイ・ケイ（2011年）

- 1995年に自宅を購入して以降、敷地内では一切の除草剤を使用していない[40]。
- リサイクル処理システムを導入し、ゴミや排水や排出物を水や土にリサイクルしたり肥料に変えたりして畑に使用し、エコパイルという手法で節水して水やりして無農薬野菜を育てている[40]。
- 自宅の平原には風力発電設置、小川には水力発電、他にも敷地内にソーラー発電も設置して事務所や音楽スタジオに電力供給している[40]。
- 池では自分達が食べる量だけマスなどを養殖している[40]。
- 購入した車の排気ガスの有害物質除去が不十分だと判断した場合、後付けで自主的に除去フィルターを取り付けている。90年代は所有する全ての車に後付け4元触媒を取り付けていたそう[40]。
- 額は明かされていないが、環境に良い装置を装備するためこれまでに相当の出費があると語られた[40]。
- 環境や動物保護団体を支援(寄付)しており、タスクフォースが内部トラブルを抱えるまではメディアでもタスクフォースの名前を出して支援を公言していたが、その後は具体的な支援団体名は明かされていない。
- フェラーリやランボルギーニなどのスーパーカーを何台も所持しており、よく言行の矛盾を指摘されている。
- 環境保護に関する歌詞については理想主義、ナイーブであると批判を受けた事もあり、「若い時はみんな音楽が世界を変えられると思ってた。でも見てごらん、何も変えられやしないのさ。」「ブギーが好きな人たちは、説教くさい事は好きじゃないんだ。」などと、非常に現実的な対応を見せている。

### 帽子とファッション

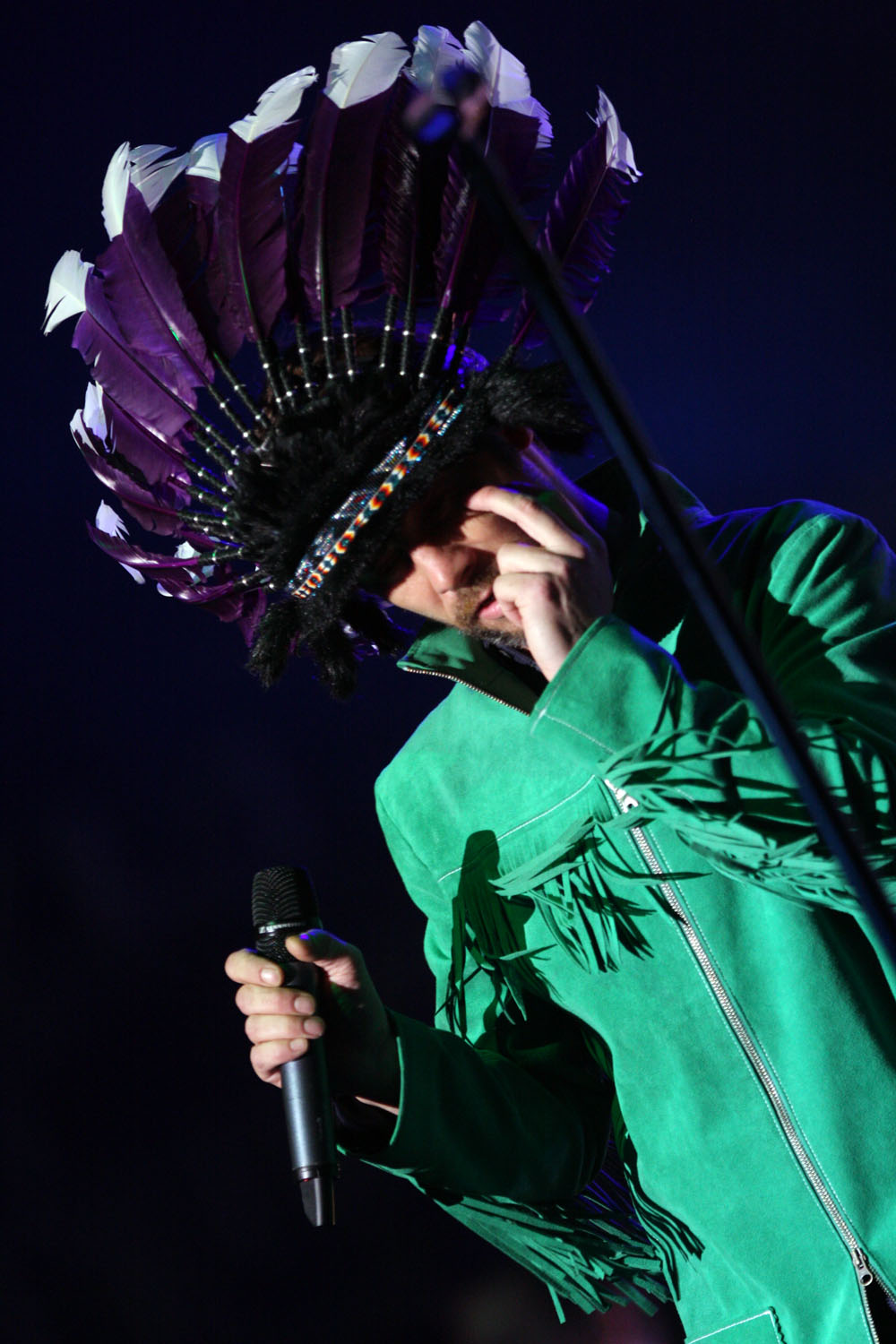
ジェイ・ケイ（2017年）

- デビュー前から変わった帽子を被る事で有名である。ステージでは会場のどの場所にいるファンからもボーカルの位置がわかるように被っている[41]。デビュー初期に1回だけ母親手作りのニット帽を被り[42]、その後は市販のニット帽子、ストリート風のワッチキャップ、マジシャン帽、模造の羽根のウォーボンネット帽、純銀のウォーボンネット帽[43]、カーボンのウォーボンネット帽子、モードなハット、高級ブランドの帽子、電動のウォーボンネットヘッドギア[44]に発展している。
- ステージ衣装としてのアメリカ先住民のウォー・ボンネットのかぶり物はアメリカ本土での「文化の盗用」問題で槍玉に上がる。
- 「ヴァーチャル・インサニティ」のビデオによって最も有名な黒いフェイクファーの山高帽は、当時売り上げに貢献した日本のソニーのスタッフにプレゼントしたとのこと[45]。
- 初期の頃はオーバーサイズのフリース、またはアディダスのジャージにアディダスのスニーカーというファッションが定番だった。後年は高級ブランドも身につける。しかし、アディダスのスニーカーは現在でも愛用している模様。
- 2003年、GQのMost Stylish Manに選ばれた[46]。
- 2001年、アディダスとコラボして「Oregon JK」という特別モデルのスニーカーを発売。これはケイが10代だった80年代にアディダスが発売していたオレゴンシリーズスニーカーを復刻したようなデザインであった。
- 2023年6月15日、SNSにてジェイ・ケイ本人がアディダス宛にオレゴンJKをもう一度作って欲しいとお願いし[47]、2024年2月14日のバレンタインデーにプレゼントとして届いたOregon JKを開封する様子をSNSに投稿[48]。6月のお願い動画でアンクル・アディダスと表現してお願いしたため、靴底には「ジェイ・ケイ様用に2024年に製作。愛をこめて、アンクル・アディダスより」とアディダスから粋なメッセージが添えられたことも伝えた[48]。
- ケイは視力が良いが、2001年にイギリスの音楽番組に出演した時は伊達メガネをかけて登場した。ケイがメガネ姿で歌を披露したのはこの時が最初で最後だと思われる(詳細は「アイム・イン・ザ・ムード・フォー・ラブ」参照)。

### 不動産
- 1995年、72エーカーの敷地と11のゲストルームがある邸宅を購入した[49]。1780年にこの土地を治めていた領主が造園家ハンフリー・レプトンにデザインを依頼して作らせた庭園と[10]、1810年の領主が建てた歴史的で豪華な邸宅と、それに付随する広大な土地である[50]。庭園は2001年の楽曲「コーナー・オブ・ジ・アース」のインスピレーションになった[10]。
- 1998年には音楽スタジオを併設してそこでの静かな自然に囲まれた生活を楽しむ一方で、高級車を飛ばしたりパーティに明け暮れ刺激を求めた日々を振り返り「双子だったので2人分の側面を持ってる感じがする」と述べている。[51]
- 2005年のアルバム「ダイナマイト」に収録された楽曲「Seven Days In Sunny June」のミュージックビデオは自宅で撮影された[52]。

- 2002年にスコットランドに別荘を購入し、2022年に手放した[53]。ロンドン市内にも家を持っていると本人が語った[54]。2019年、地中海の島に別荘を購入した[55]。

### ダンス

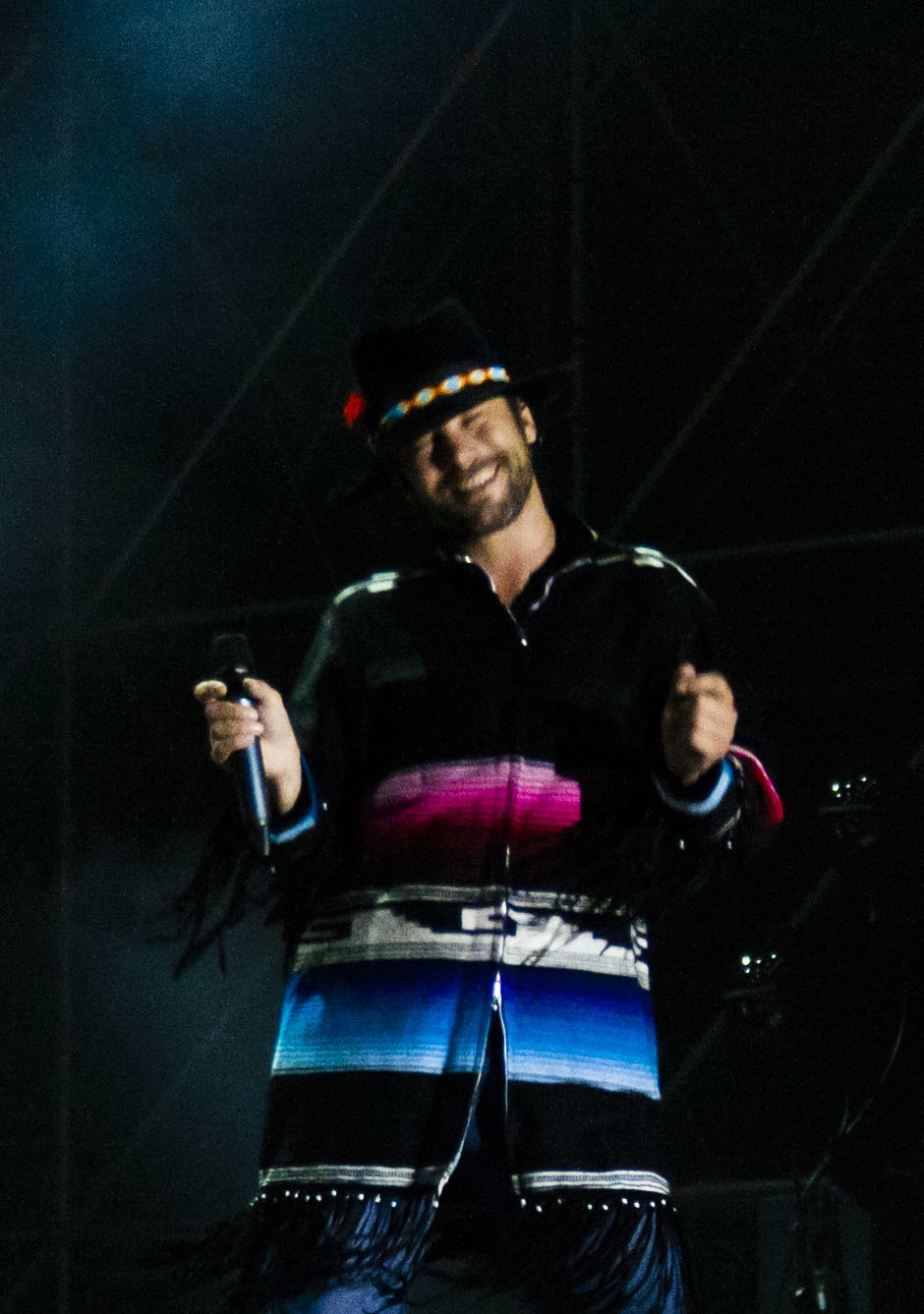
イタリア公演（2011年）

ブレイクダンスやパントマイム、スケートボードなどに基づく独自のダンススタイルを持ち、ライブの高揚に合わせて非常に即興的に踊る。1997年MTV Video Music Awardsでは、「ヴァーチャル・インサニティ」のビデオにおいて本人が最優秀振付賞をとった。作曲過程では曲の全体像がまずイメージとして浮かび、すべての楽器に対して演奏してほしいメロディを歌って教えることでトラックを作り上げていくという。その上に乗せる歌唱はやはり随所において自由で即興的であり、ライブでは全身でバンドを指揮している。2017年初旬に２度脊柱の手術をしたためか、それ以後ダイナミックなダンスはない状況になった。

### 嗜好
ヘビースモーカーで、スコッチ・ウィスキーを好んでいる。2010年になって、2003年までコカインを使用していたと本人が新聞に語った。この記事はスキャンダル記事ではなく、完全にコカインをやめており、音楽業界で活躍し続けているという報道である事に注意が必要。1990年代の歌詞にはコカインやマリファナを連想するフレーズがあるが、これらの楽曲はメジャーレーベルから販売されて何百万枚も売れており、90年代と今は社会状況が変わっている事も注意が必要である。
2017年の楽曲「Nights Out In The Jungle」は亡くなってしまったエイミー・ワインハウスへの共感を歌ったと語られた。嗜好だけでなく、超売れっ子歌手の孤独とプレッシャーなどの共感も含んでいるとのことである。

### 交際と結婚
1998年からデニース・ヴァン・オウテンと交際しており、2000年のバレンタインに婚約したが、2001年1月頃に婚約を解消し別れた。デニースが出版した自伝によれば出会いのきっかけは1998年のF1のイギリスグランプリである。仕事のチャンスや将来の展望に違いもあり、また、最大の問題としてケイが薬物をやめられない事で別れてしまった。2001年のアルバム「ファンク・オデッセイ」はデニースに関する楽曲が複数含まれている。1999年の楽曲「Falling」もデニースのことであると語られた。
1996年はタムジン・グリーンヒル(当時はファッションモデル)と交際していたと本人が語った。2002年初旬ハイディ・クルムと、2002年後半はリサ・ブッチャーと、2003年はカイリー・ミノーグと、2005年はウィノナ・ライダーと、2006年から2007年はエイミー・ナッタルとの交際報道がある。
2006年から付き合いのある女性と、2017年までの間に既に結婚して娘二人がいる事を発表した(ジャミロクワイの2006年、2008年、2018年の出来事参照)。

## ソロ活動
楽曲
- 2001年2月12日、楽曲「アイム・イン・ザ・ムード・フォー・ラブ」をカバーして発売[62]。詳細は「ジャミロクワイによるカバー」参照」

チャリティー
- 2000年5月26日、ロイヤル・アルバート・ホールで行われたエリザベス・テイラー主催のエイズチャリティーコンサートに出演し劇場オーケストラとコラボして「From This Moment On」を歌い、後にDVD化された[63]。
- 2004年4月1日、ロイヤル・アルバート・ホールで行われたロジャー・ダルトリー主催の小児がんチャリティーコンサートに出演し「アイム・イン・ザ・ムード・フォー・ラブ」を歌った。

テレビドラマ
- 1998年12月1日放送のチャンネル4のドラマ「The Young Person’s Guide to Becoming a Rock Star」の第4話にジェイ・ケイ本人役で出演(セリフあり)。

バラエティ番組
- 1993年10月25日の週に放送された「ウゴウゴルーガ」の「おしえて！えらいひと」のコーナーに「ジェイ・ケイせんせい」として月曜から金曜まで毎日だが短時間出演し、バンド名の由来や曲が紹介された(歌の披露はジャミロクワイとして出演)。